# Andol
Andol är en ort i Indien.   Den ligger i distriktet Medak och delstaten Telangana, i den centrala delen av landet, 1 200 km söder om huvudstaden New Delhi. Andol ligger 503 meter över havet och antalet invånare är 24 645.
Terrängen runt Andol är platt. Runt Andol är det ganska tätbefolkat, med 230 invånare per kvadratkilometer. Närmaste större samhälle är Tekmāl, 18,1 km norr om Andol. Trakten runt Andol består till största delen av jordbruksmark.